# Josephine Omaka
Josephine Omaka (n. 29 noiembrie 1993, Nigeria) este o atletă nigeriană. A participat la Jocurile Olimpice de Tineret din 2010 în care a câștigat o medalie de aur și o medalie de argint.